# Отен (округ)
Округ Отен (фр. Arrondissement d'Autun) — округ у Франції, в департаменті Сона і Луара. 2023 року округ об'єднував 89 муніципалітетів, населення становило 127 043 особи.
Адміністративний центр (супрефектура) — Отен.

## Муніципалітети
Список муніципалітетів округу та їхні коди INSEE:
1. Ано (71009)
2. Антюллі (71010)
3. Барне (71020)
4. Бланзі (71040)
5. Бріон (71062)
6. Бруа (71063)
7. Гурдон (71222)
8. Детте (71172)
9. Драсі-ле-Куш (71183)
10. Драсі-Сен-Лу (71184)
11. Екюїсс (71187)
12. Епертюллі (71188)
13. Епінак (71190)
14. Ессертенн (71191)
15. Етан-сюр-Арру (71192)
16. Женелар (71212)
17. Ігорне (71237)
18. Коллонж-ла-Маделен (71140)
19. Кордесс (71144)
20. Крео (71151)
21. Куш (71149)
22. Кюржі (71162)
23. Кюссі-ан-Морван (71165)
24. Ла-Буле (71046)
25. Ла-Гранд-Верр'єр (71223)
26. Ла-Комель (71142)
27. Ла-Петіт-Верр'єр (71349)
28. Ла-Сель-ан-Морван (71509)
29. Ла-Таньєр (71531)
30. Ла-Шапель-су-Юшон (71096)
31. Ле-Бізо (71038)
32. Ле-Брей (71059)
33. Ле-Крезо (71153)
34. Лезі (71251)
35. Люсне-л'Евек (71266)
36. Мариньї (71278)
37. Марі (71286)
38. Мармань (71282)
39. Мевр (71297)
40. Мон-Сен-Венсан (71320)
41. Монсені (71309)
42. Монсо-ле-Мін (71306)
43. Монтелон (71313)
44. Моншанен (71310)
45. Море (71321)
46. Морле (71322)
47. Оксі (71015)
48. Отен (71014)
49. Перрей (71347)
50. Перресі-ле-Форж (71346)
51. Пую (71356)
52. Реклен (71368)
53. Руссійон-ан-Морван (71376)
54. Санвінь-ле-Мін (71499)
55. Сезі (71493)
56. Сен-Берен-су-Санвінь (71390)
57. Сен-Вальє (71486)
58. Сен-Дідьє-сюр-Арру (71407)
59. Сен-Жан-де-Трезі (71431)
60. Сен-Жерве-сюр-Куш (71424)
61. Сен-Жульєн-сюр-Ден (71435)
62. Сен-Леже-дю-Буа (71438)
63. Сен-Леже-су-Бевре (71440)
64. Сен-Лоран-д'Андене (71436)
65. Сен-Мартен-де-Коммюн (71450)
66. Сен-Міко (71465)
67. Сен-Морис-ле-Куш (71464)
68. Сен-Нізьє-сюр-Арру (71466)
69. Сен-П'єрр-де-Варенн (71468)
70. Сен-Прі (71472)
71. Сен-Ромен-су-Гурдон (71477)
72. Сен-Семфор'ян-де-Мармань (71482)
73. Сен-Сернен-дю-Буа (71479)
74. Сен-Фірмен (71413)
75. Сен-Форжо (71414)
76. Сент-Ежен (71411)
77. Сент-Езеб (71412)
78. Сент-Емілан (71409)
79. Сірі-ле-Нобль (71132)
80. Сомман (71527)
81. Сюллі (71530)
82. Таверне (71535)
83. Тентрі (71539)
84. Тій-сюр-Арру (71537)
85. Торсі (71540)
86. Шарбонна (71098)
87. Шармуа (71103)
88. Шиссе-ан-Морван (71129)
89. Юшон (71551)